# Diacrisia
Genre
Synonymes
- Rhyparia Hübner, 1820
- Euthemonia Stephens, 1828
- Rhyparioides Butler, 1877

Diacrisia est un genre de lépidoptères (papillons) de la famille des Erebidae et de la sous-famille des Arctiinae.

## Systématique
Le genre Diacrisia a été décrit en 1819 par l'entomologiste allemand Jakob Hübner. Son espèce type est Phalaena russula Linnaeus, 1758, un synonyme de Diacrisia sannio (Linnaeus, 1758).
En 2016, les genres Rhyparia Hübner, 1820 et Rhyparioides Butler, 1877 ont été mis en synonymie avec Diacrisia.

## Liste d'espèces
- Diacrisia amurensis (Bremer, 1861)
- Diacrisia irene Butler, 1881
- Diacrisia metelkana (Lederer, 1861) — l'Écaille des marais
- Diacrisia nebulosa Butler, 1877
- Diacrisia purpurata (Linnaeus, 1758) — l'Écaille pourprée
- Diacrisia sannio (Linnaeus, 1758) — la Bordure ensanglantée
- Diacrisia subvaria (Walker, 1855)